# Iván Kowalski
Iván Kowalski fue el nombre artístico de Eugenio Sdaziuk, fue un luchador profesional ruso nacionalizado argentino, personificó a La Momia entre 1965 y 1968 en Titanes en el Ring.

## Biografía

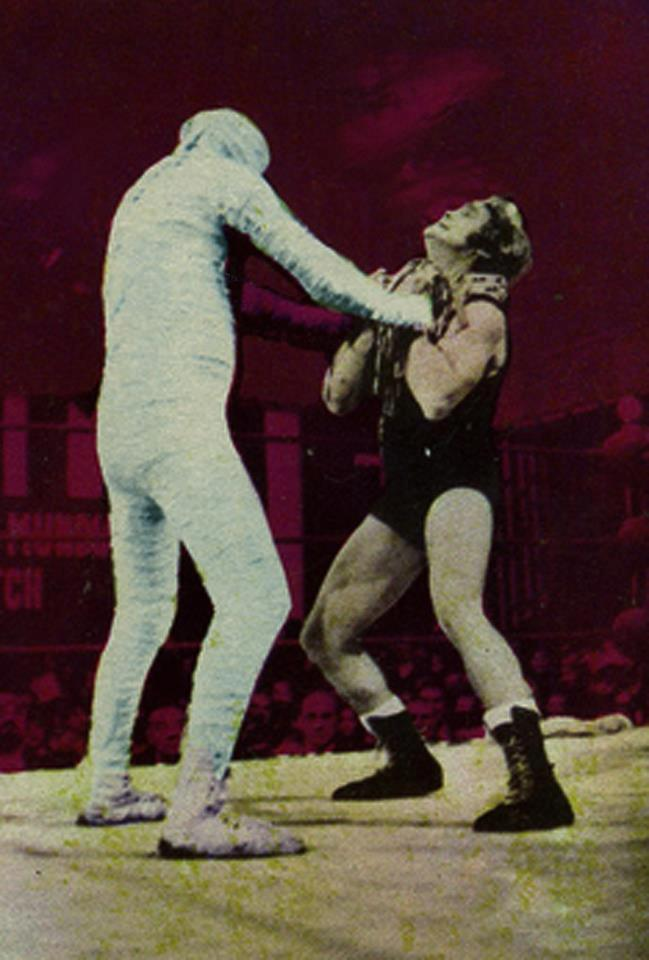
La Momia vs Ivanoff 60s

Kowalski comenzó su carrera en 1962 en la troupe de Martín Karadagián, que contaba entre sus estrellas al ucraniano Ivan Zelezniak. En 1965 Kowalski personificó a La Momia, uno de los más famosos luchadores de todos los tiempos. Kowalski mantuvo memorables combates contra Karadagián, permaneció en la empresa de Titanes hasta 1970.
Iván Kowalski y el luchador Juan Enrique Dos Santos, (el gitano Ivanoff) habían personificado a La Momia en Titanes en el Ring, y ambos fallecieron en accidentes automovilísticos.
Su hijo es Daniel Tangona, entrenador personal profesional.